# Like Someone in Love
Like Someone in Love (ライク・サムワン・イン・ラブ, Raiku Samuwan In Rabu) (Like Someone in Love (título em Portugal) ou Um Alguém Apaixonado (título no Brasil) é um filme franco-japonês de drama, realizado por Abbas Kiarostami, o filme estrelou Rin Takanashi, Tadashi Okuno e Ryō Kase. Em 2012, o filme foi indicado à Palma de Ouro no Festival de Cannes.
No Japão o filme estreou em 15 de setembro de 2012, na França o filme foi exibido em 10 de outubro do mesmo ano. No Brasil o filme foi exibido primeiramente no festival Mostra Internacional de Cinema de São Paulo em 26 de outubro de 2012 e nos cinemas em 9 de novembro do mesmo ano. Em Portugal o filme foi exibido nos cinemas em 26 de setembro de 2013.

## Elenco
- Rin Takanashi como Akiko
- Tadashi Okuno como Takashi
- Ryo Kase como Noriaki
- Yoshihiro Ogata como Hiroshi
- Reiko Mori como Nagisa
- Koichi Ohori como o taxista
- Tomoaki Tatsumi como o mecânico
- Hiroyuki Kishi como o ex-aluno de Takashi
- Seina Kasugai como o amigo de Nagisa
- Mihiko Suzuki como a vizinha
- Kaneko Kubota como a avó de Akiko

## Produção
O filme foi produzido entre o estúdio francês MK2 Group e o estúdio japonês Eurospace. Originalmente a filmagem tinha sido planeada para começar em abril de 2011, mas teve que ser remarcada por causa do Sismo e tsunami de Tohoku de 2011. O filme foi gravado durante oito semanas, em outubro de 2011. As filmagens foram realizadas em Tóquio e Yokohama.
O título de produção do filme era The End. O filme foi o segundo longa-metragem de ficção realizado por Abbas Kiarostami, fora do seu país nativo, Irão, seguido pelo filme Copie Conforme de 2010, que foi gravado na Itália.

## Reconhecimentos
| Ano  | Prémio                                      | Categoria                           | Resultado | Destinatários e nomeados |
| ---- | ------------------------------------------- | ----------------------------------- | --------- | ------------------------ |
| 2012 | Festival Internacional de Cinema de Chicago | Melhor Longa-Metragem Internacional | Indicado  | Abbas Kiarostami         |
| 2012 | 65º Festival de Cannes                      | Palma de Ouro                       | Indicado  | Abbas Kiarostami         |
| 2013 | 7º Asian Film Awards                        | Melhor Diretor de Fotografia        | Indicado  | Katsumi Yanagijima       |
| 2013 | 7º Asian Film Awards                        | Melhor Realizador                   | Indicado  | Abbas Kiarostami         |
| 2013 | 7º Asian Film Awards                        | Melhor Ator Coadjuvante             | Indicado  | Ryo Kase                 |